# Angol tonna
Az angol tonna (eredetiben Long Ton, Gross Ton, Weight Ton, illetve Imperial Ton) a brit (Imperial) mértékegységrendszerben használt súlyegység.
Egy angol tonna 2240 angol font, illetve 1016,04691 kilogramm.
Napjainkban a Brit Nemzetközösség országaiban, illetve az Egyesült Államokban használják szórványosan, leginkább hajók vízkiszorításának megadására.